# 準備金
準備金（じゅんびきん）とは、将来見込まれる多額の支出や損失の発生に備えて準備金勘定として貸借対照表の純資産の部に積み立てる金額のことである。
引当金に類似するが、引当金はその引当ての起因となる費用が当期の収益に対応するものであるのに対して、準備金はあくまで将来の収益に対応する損失等に備えるものである点が異なる。したがって、会計上は、費用処理することは適当でなく、利益処分の経理を行うこととなる。剰余金の一種である。
ただし、税務上は、政策的な見地から青色申告法人や連結法人に限って、租税特別措置法に規定された一定の準備金の積み立て額に関し、その損金算入を認めている。会社法上は、任意積立金として取り扱われる。
以下、会社法は条数のみ記載する。

## 準備金の種類
準備金については、主として次のように区分される。
- 法定準備金(445条)
  - 資本準備金：株式払込剰余金、剰余金の配当の1/10から積立てられる(利益準備金との合計が資本金の4分の1に達するまでを限度）。
  - 利益準備金：剰余金の配当の1/10から積立てられる(資本準備金との合計が資本金の4分の1に達するまでを限度）。
- 任意準備金：租税特別措置法上の準備金（海外投資等損失準備金、特別償却準備金など）。

## 会社法
資本金の額及び準備金の額（445条）
資本金の額の減少･資本減少
- 株式会社は、減少する資本金の額の全部又は一部を準備金とするときは、その旨及び準備金とする額を、株主総会の特別決議で定めなければならない（447条1項2号）。

準備金の額の減少
- 株主総会の普通決議によって、資本準備金を減少させることが出来る（448条1項）。
- 定款で取締役会が決定する定めのある場合は、その決議である（459条1項2号）。
- 株式会社が株式の発行と同時に資本準備金の額を減少する場合において、増加額が減少額以上のときは、取締役の決定、取締役会設置会社にあっては、取締役会の決議となる（448条3項）。

債権者保護手続
- 株式会社の債権者は、準備金の額の減少について異議を述べることができる（449条1項）。
- 資本組入れ・欠損填補の場合は、不要である（449条1項）。